# 約翰斯穹丘
71°59′S 7°59′E / 71.983°S 7.983°E
約翰斯穹丘是南極洲的穹丘，位於毛德皇后地的阿斯特里德公主海岸，挪威製圖師根據測量和空中照片繪入地圖，以無線電技工命名。